# Il sorriso del fenicottero
Il sorriso del fenicottero è un libro di divulgazione scientifica di Stephen Jay Gould, professore di geologia, biologia e storia della scienza a Harvard, che raccoglie ben 30 saggi su argomenti di varia natura, principalmente nel campo della biologia e dell'evoluzione.

## Contenuto
Il libro si suddivide in 8 parti:
- Parte prima. Zoonomia (ed eccezioni)
  - 1= Il sorriso del fenicottero
  - 2= E rimasero solo le ali
  - 3= Sesso e dimensione
  - 4= Un legame per la vita
  - 5= Un paradosso estremamente ingegnoso

- Parte seconda. Teoria e percezione
  - 6= L'ombelico di Adamo
  - 7= Noè congelato
  - 8= Premessa falsa, scienza vera
  - 9= In mancanza della giusta metafora

- Parte terza. L'importanza della tassonomia
  - 10= Kinsey entomologo e sessuologo
  - 11= Opera 100
  - 12= L'uguaglianza umana è un fatto congenito della storia
  - 13= La regola del cinque

- Parte quarta. Tendenze e loro significato
  - 14= Perdere mordente
  - 15= Morte e trasfigurazione
  - 16= Chiarire gli enigmi

- Parte quinta. Politica e progresso
  - 17= Lo scimpanzé di Tyson
  - 18= Tutti uniti nella Grande Catena dell'Essere 
  - 19= La Venere ottentotta
  - 20= La figlia di Carrie Buck
  - 21= Patrimonio (e matrimonio) a Singapore

- Parte sesta. Darwiniana
  - 22= La natura sinistra di Hanna West e l'origine della selezione naturale
  - 23= Darwin in mare...e le virtù del porto
  - 24= Una scorciatoia per il mais

- Parte settima. La vita qui e altrove
  - 25= Proprio nel mezzo
  - 26= Mente e supermente
  - 27= SETI e la saggezza di Casey Stengel

- Parte ottava. Estinzione e continuità
  - 28= Sesso, sostanze psicoattive e cataclismi nelle estinzioni dei dinosauri
  - 29= La continuità
  - 30= La danza cosmica di Siva

## Edizioni
- Stephen Jay Gould, Il sorriso del fenicottero, traduzione di Lucia Maldacea, Saggi, Feltrinelli - Milano, 1987,  p. 373, ISBN 88-07-08055-9.